# Nederlands kampioenschap schaatsen allround vrouwen 1955
Het Nederlands kampioenschap voor vrouwen allround 1955 werd op zondag 27 februari 1955 verreden op de natuurijsbaan van de Zutphense IJsvereniging in Zutphen. Dit officieuze kampioenschap werd over drie afstanden verreden. De eerste kampioene van Nederland op de lange baan werd Rie Meijer uit Wormer. Meijer won alle drie de afstanden.

## Eindklassement
| Rang   | Schaatsster         | Punten  | 500m        | 1000m       | 1500m       |
| ------ | ------------------- | ------- | ----------- | ----------- | ----------- |
| Goud   | Rie Meijer          | 186.716 | 1.00,1 (1)  | 2.06,7 (1)  | 3.09,8 (1)  |
| Zilver | Ietje Louwen        | 194.250 | 1.03,9 (3)  | 2.12,9 (2)  | 3.11,7 (2)  |
| Brons  | Tiny Pol            | 197.250 | 1.04,2 (4)  | 2.13,9 (3)  | 3.18,3 (3)  |
| 4      | Rie Ottenschot      | 198.383 | 1.03,6 (2)  | 2.14,3 (4)  | 3.22,9 (5)  |
| 5      | Annie van der Meer  | 204.516 | 1.05,4 (5)  | 2.20,3 (6)  | 3.26,9 (7)  |
| 6      | Rie van Stijn       | 204.633 | 1.08,0 (7)  | 2.18,8 (5)  | 3.21,7 (4)  |
| 7      | Toos Kortbeek       | 209.750 | 1.07,6 (6)  | 2.23,1 (7)  | 3.31,8 (8)  |
| 8      | A. Bugters-Grooters | 211.750 | 1.09,3 (9)  | 2.28,7 (11) | 3.24,3 (6)  |
| 9      | Laura de Mooy       | 213.800 | 1.09,4 (10) | 2.23,2 (8)  | 3.38,4 (11) |
| 10     | D. Klein-Nengerman  | 217.843 | 1.11,0 (11) | 2.27,5 (10) | 3.38,2 (10) |
| 11     | F. Carmiggelt       | 218.183 | 1.08,2 (8)  | 2.29,3 (12) | 3.46,0 (13) |
| 12     | de Jonge            | 224.700 | 1.12,3 (12) | 2.30,6 (13) | 3.51,3 (14) |
| 13     | Agnes Termaten      | 224.833 | 1.21,2 (17) | 2.25,4 (9)  | 3.32,8 (9)  |
| 14     | Hannie Versteeg     | 226.383 | 1.12,4 (13) | 2.37,7 (15) | 3.45,4 (12) |
| 15     | E. Bosch            | 230.183 | 1.14,2 (15) | 2.35,5 (14) | 3.54,7 (15) |
| 16     | Fietje van Berkel   | 233.950 | 1.13,8 (14) | 2.40,5 (16) | 3.59,7 (16) |
| 17     | Ineke Lamberts      | 247.333 | 1.19,3 (16) | 2.44,2 (18) | 4.17,8 (19) |
| 18     | A. Kleistra         | 253.566 | 1.22,4 (18) | 2.53,8 (19) | 4.12,8 (18) |
| 19     | E. van Nicolai      | 254.983 | 1.29,7 (19) | 2.43,1 (17) | 4.11,2 (17) |